# 이새벽
이새벽(1987년 10월 23일 ~ )은 2015년 CJ ENM 9기 성우로 데뷔한 대한민국의 여자 성우이다.

## 출연 작품

### 애니메이션
- 나루토 질풍전 - 우치하 나오리, 후우 외 각종 단역
- 내 마음은 무지 - 무지
- 드래곤볼 Z: 신들의 전쟁 - 피라후
- 명탐정 코난 13기 - 맹이
- 베이블레이드 버스트 - 슌, 시원, 어린 슈, 믹
- 아이 엠 스타! - 유이 외 각종 단역
- 요괴워치 - 노머니 라이더
- 극장판 요괴워치: 탄생의 비밀이다냥! - 낙천동자
- 극장판 요괴워치: 염라대왕과 5개의 이야기다냥! - 상우 엄마
- 극장판 요괴워치: 하늘을 나는 고래와 더블세계다냥! - 수빈 엄마
- 짱구는 못말려 18기 - 사주라
- 짱구는 못말려 극장판: 습격!! 외계인 덩덩이 - 어린 우주광
- 짱구는 못말려 극장판: 격돌! 낙서왕국과 얼추 네 명의 용사들 - 유민
- 극장판 짱구는 못말려: 우리들의 공룡일기 - 사주라 / 어린 빌리
- 원피스 - 보아 마리골드, 어린 위키, 레오
- 원피스 스페셜: 에피소드 오브 이스트 블루 - 어린 조로, 피망
- 사이드킥 - 골리 지 키드
- 레고 히든사이드 - 파커
- 레인보우 루비 - 제시
- 안녕 자두야 시즌3 (SBS)
- 개구리 중사 케로로 (카툰네트워크) - 라비
- 파파독 - 김우빈
- 앵그리 버드 2: 독수리 왕국의 침공 - 실버
- 씽2게더 - 포르샤
- 스낵월드 - 챠푸
- 신비아파트: 고스트볼의 비밀 (투니버스) - 흑진귀(가은이언니), 치돈귀 외 각종 단역
- 신비아파트: 고스트볼X의 탄생 (투니버스) - 백의귀
- 신비아파트 고스트볼 더블X: 6개의 예언 (투니버스) - 백의제붑, 재율
- 조조조 좀비군(조조좀비) - 힙스터 좀비
- 뱀파이어 소녀 달자 (투니버스) - 준석
- 안녕! 보노보노 - 린, 아기곰, 프테리독
- 알쏭달쏭 캐치! 티니핑 - 고쳐핑
- 포켓몬스터 썬&문 (투니버스)
- 포켓몬스터 W (투니버스)
- 포켓몬스터: 리코와 로드의 모험 (투니버스) - 로드
- 게게게의 기타로 - 아녜스
- 도깨비언덕에 왜 왔니? (투니버스) - 섬둥이
- 조제, 호랑이 그리고 물고기들 - 조제
- 장화신은 고양이: 끝내주는 모험 - 말링손 키티
- 꼬마공룡 크앙 (KBS) - 크앙
- 크앙과 게임해요 (KBS) - 크앙
- 마계학교 이루마군 (KBS 키즈) - 에코, 애니, 리나, 파이몬
- 마이티 익스프레스 - 두근두근 기차 경주 - 교활한 리키
- 포켓몬스터 리코와 로드의 모험 - 로드
- 라이즈맨 - 안나, 도로시, 잭, 아베르트

### 영화 애니 더빙
- 달려라 하니: 나쁜 계집애 - 주나미

### 외화
- 로키 - 헌터 B-15(운미 모사쿠)
- 데드풀과 울버린 - 헌터 B-15(운미 모사쿠)

### 특촬물
- 파워레인저 젠카이저 (대원방송) - 리키 골드츠이카
- 미라클 멜로디 (투니버스) - 소프라, 비올라 할머니, 블랙쥬얼러

### 게임
- 던전 앤 파이터 - 은광의 타고르, 코브, 스페니노스
- 쿠키런: 킹덤 - 샤벳상어맛 쿠키
- 원신 - 고로
- 로드 오브 히어로즈 - 시안